# Dobór stabilizujący
Dobór stabilizujący – mechanizm ewolucji biologicznej. Polega na eliminowaniu osobników o skrajnych wartościach danej cechy (w tym kodowanych przez nowe, zmutowane allele (statystycznie częściej pogarszające niż poprawiające dostosowanie), a tym samym premiowaniu osobników o średnich wartościach cechy. Zachodzi w stabilnym środowisku. Powoduje utrzymanie istniejącej struktury genowej populacji już dobrze przystosowanej do danych warunków.

sytuacja wyjściowa...
...i po czasie, gdzie X to zmienność fenotypowa a Y to liczebność osobników przejawiających dany fenotyp

Przykładem może być utrzymywanie się optymalnej wagi urodzeniowej noworodków (mniejsze - zwykle wcześniaki - mają niższe szanse przeżycia bez pomocy medycyny, większe - grożą powikłaniami porodowymi i koniecznością zastosowania cesarskiego cięcia). Wśród zwierząt za przykład mogą służyć myszy, w przypadku których dominują osobniki szare, eliminowane są osobniki o skrajnym ubarwieniu. Jako jeden z pierwszych (1889) opisanych przypadków tego mechanizmu można podać eliminacje z lokalnej populacji wróbli w Stanach Zjednoczonych osobników o najdłuższych i najkrótszych skrzydłach
Jeśli populacja wyjściowa jest polimorficzna pod względem danego genu, dobór stabilizujący przybiera postać doboru równoważącego, co oznacza utrzymywanie owego polimorfizmu, w tym dotychczasowej frekwencji allelu determinującego szkodliwą cechę, w puli genomowej. Dobór sprzyja wówczas przetrwaniu osobników heterozygotycznych, dysponujących jedną kopią zmutowanego genu, ze względu na równoważenie negatywnych skutków mutacji cechą dającą potencjalną przewagę dostosowania nad innymi osobnikami, homozygotami. Przykładem takiego działania doboru jest występowanie allelu determinującego anemię sierpowatą. Potencjalną korzyścią dla osobników obciążonych jedną kopią zmutowanego genu HbS jest większa odporność na malarię. Równoważy ona negatywne skutki nieprawidłowej budowy erytrocytów.